# Writers Guild of America West
El Sindicato de Guionistas del Oeste de los Estados Unidos (en inglés: Writers Guild of America West o abreviado WGAW) es un sindicato que representa a guionistas de cine, televisión, radio y nuevos medios. Se formó en 1954 a partir de cinco organizaciones que representan a guionistas, incluyendo el anterior Sindicato de Guionistas. Cuenta con alrededor de 20.000 miembros.
El WGAW y el Sindicato de Guionistas de los Estados Unidos, Este (en inglés: Writers Guild of America East o abreviado WGAE), aunque son entidades independientes, se denominan conjuntamente Sindicato de Guionistas de los Estados Unidos (en inglés: Writers Guild of America o abreviado WGA) y cooperan en actividades como la organización de huelgas coordinadas y la administración de los Premios del Sindicato de Guionistas de Estados Unidos. El WGAE es una filial de la Afiliación Internacional de Sindicato de Guionistas (en inglés: International Affiliation of Writers Guilds o abreviado IAWG).

## Jerarquía
El WGAW se rige por sus miembros. Las elecciones para la junta directiva se celebran anualmente mediante votación secreta por correo. La mitad de la junta se elige cada año para un mandato de dos años, y un miembro de la junta no puede ejercer más de cuatro mandatos consecutivos. En 2022, la junta directiva es la siguiente:
- Presidenta: Meredith Stiehm
- Vicepresidenta: Michele Mulroney
- Secretaria-Tesorera: Betsy Thomas
- Junta Directiva: Liz Hsiao Lan Alper, Raphael Bob-Waksberg, Angelina Burnett, Robb Chavis, Adam Conover, Marjorie David, Travis Donnelly, Ashley Gable, Justin Halpern, Dante W. Harper, Eric Haywood, Deric A. Hughes, Zoe Marshall, Dailyn Rodriguez, John Rogers y Nicole Yorkin.

David Young es el director ejecutivo del Sindicato y Tony Segall es el asesor general. Young fue el negociador principal del Sindicato durante las negociaciones del contrato de 2007 y la posterior huelga de 100 días. El 3 de noviembre de 2023, el Sindicato anunció que Young deja su cargo, siendo reemplazado por Ellen Stutzman.
Según los registros del Departamento de Trabajo del WGAW desde 2006, más de la mitad de los miembros totales del Sindicato no son elegibles para votar, incluidos los miembros "actuales", "eméritos" y "asociados".

### Presidentes anteriores
Desde la formación del Writers Guild of America West en 1954 ha habido 33 presidentes. El primer presidente fue el guionista Richard L. Breen, seguido por:
Edmund L. Hartmann, Curtis Kenyon, Ken Englund, Charles Schnee, James R. Webb, Nate Monaster, Christopher Knopf, Michael Blankfort, Melville Shavelson, Ranald MacDougall, John Furia Jr., David W. Rintels, Daniel Taradash, Frank Pierson, Ernest Lehman, George Kirgo, Del Reisman, Brad Radnitz, Daniel Petrie Jr., John Wells, Victoria Riskin, Charles D. Holland, Patric M. Verrone, Christopher Keyser, Howard A. Rodman y David A. Goodman.
La actual presidenta es la guionista y productora Meredith Stiehm.

## Historia
El Sindicato de Guionistas (SWG) fue formado en 1921 por un grupo de diez guionistas de Hollywood enojados por las reducciones salariales anunciadas por los principales estudios cinematográficos. El grupo se afilió al Sindicato de Autores en 1933 y comenzó a representar a los guionistas de televisión en 1948. En 1954, el SWG fue uno de los cinco grupos que se fusionaron para representar a los guionistas profesionales de ambas costas y se convirtieron en el Sindicato de Guionistas de Estados Unidos, Este (WGAE) y Oeste (WGAW). Howard J. Green y John Howard Lawson fueron los dos primeros presidentes durante la era del SWG. Daniel Taradash fue presidente de la WGAW de 1977 a 1979.
En 1952, el Sindicato autorizó a los estudios cinematográficos a borrar los créditos en pantalla de cualquier escritor que no hubiera sido autorizado por el Congreso, como parte de la lista negra de guionistas de la industria con supuestas inclinaciones o afiliaciones comunistas o izquierdistas.
De marzo a agosto de 1988, los miembros del WGAW estuvieron en huelga contra las principales cadenas de televisión estadounidenses debido a una disputa por los derechos residuales de las transmisiones repetidas y el uso en videos de programas guionados y películas para televisión, tanto en formato doméstico como extranjero. La huelga, que duró 22 semanas, paralizó la televisión abierta estadounidense y obligó a millones de espectadores, disgustados por la falta de nueva programación con guion, a optar por los canales de cable y el vídeo doméstico. Esto supuso un duro golpe para los índices de audiencia y los ingresos, del que, según algunos analistas de la industria, las cadenas nunca se han recuperado del todo.
En 2004, Victoria Riskin renunció como presidenta de WGAW después de ser acusada por su oponente Eric Hughes durante las elecciones de 2003 de utilizar un contrato de escritura falso para mantener su condición de miembro. Fue reemplazada por el vicepresidente Charles Holland, quien renunció unas semanas más tarde cuando surgieron preguntas sobre las declaraciones que había hecho sobre su carrera en el fútbol universitario y su afirmación de haber servido en secreto en combate como Boina Verde, una afirmación que sus registros militares no respaldaban. Después de la renuncia de Riskin, el Departamento del Trabajo de los Estados Unidos investigó el contrato falso y concluyó que Riskin, de hecho, no era elegible para postularse. El WGAW llegó a un acuerdo ofreciendo repetir las elecciones bajo la supervisión del Departamento del Trabajo. En septiembre de 2004 se celebraron nuevas elecciones entre Eric Hughes y Daniel Petrie Jr., las cuales fueron ganadas por este último.
El 17 de abril de 2019, WGA West y WGA East presentaron una demanda en el Tribunal Superior de Los Ángeles contra las cuatro agencias de talentos dominantes de Hollywood: William Morris Agency, Creative Artists Agency, United Talent Agency e ICM Partners, citando prácticas de tarifas de empaquetado de películas, que el WGA afirma que son una violación de las leyes estatales y federales. Aproximadamente el 95 por ciento de los miembros del Sindicato votaron "a favor de un código de conducta que eliminaría las tarifas de embalaje".
Durante la semana siguiente a la presentación de la demanda, más de 7.000 miembros del Sindicato despidieron en masa a sus agentes de talentos, "no sólo porque ganaban mucho más que ellos, sino porque les impedían recibir un mejor salario". El presidente de WGA, David A. Goodman, fue citado entonces a NPR diciendo que "en un período de ganancias y crecimiento sin precedentes de nuestro negocio [...] los propios guionistas en realidad están ganando menos".

## Conflicto con Reality Shows
En junio de 2005, WGAW inició una campaña de "derechos de realidad" para permitir que los guionistas de programas reality calificaran para derechos y beneficios sindicales. El Sindicato sostenía que los narradores que concebían las pruebas y los enfrentamientos en dichos programas eran auténticos guionistas. El Sindicato también expresó su preocupación por el hecho de que la huelga de 1988 demostrara que la falta de representación en el género debilitaría su futura posición negociadora. Los ejecutivos de los estudios sostenían que estos empleados eran principalmente editores, no guionistas, y que los programas debían parecer improvisados para que los espectadores sintieran que eran "reales".
Como parte de esta campaña, el 20 de septiembre de 2006, el WGAW organizó una manifestación de unidad en Los Ángeles en apoyo a la huelga de guionistas del reality America's Next Top Model. El presidente Patric Verrone declaró: "Todo material audiovisual con imágenes en movimiento en pantalla o voz grabada debe contar con un guionista, y todo guionista debe tener un contrato con WGA".
El 6 de noviembre de 2006, el WGAW presentó una queja por prácticas laborales desleales ante la Junta Nacional de Relaciones del Trabajo después de que los productores de Top Model anunciaran que la próxima temporada del programa se produciría con un nuevo sistema que no requeriría guionistas. En respuesta, Verrone declaró: «Como exigieron representación sindical, la empresa decidió que eran prescindibles. Esto constituye una ruptura de huelga ilegal».

## Huelgas de guionistas

### 2007—2008
El 2 de noviembre de 2007, el Sindicato volvió a declararse en huelga, esta vez por la participación de los guionistas en los ingresos provenientes de los lanzamientos de DVD y de internet, programas para celulares y otros usos en nuevos medios de programas y películas escritas por sus miembros. La votación de la huelga se produjo tras el vencimiento del contrato del Sindicato con la Alianza de Productores de Cine y Televisión (AMPTP).
Los negociadores de los guionistas en huelga llegaron a un acuerdo tentativo el 8 de febrero de 2008, y las juntas de ambos Sindicatos aprobaron el acuerdo por unanimidad el 10 de febrero de 2008. Los guionistas en huelga votaron el 12 de febrero de 2008 sobre si levantar la orden de restricción, con un 92,5% de votos a favor de poner fin a la huelga, tres meses luego del inicio de la misma. El 26 de febrero, el WGA anunció que el contrato había sido ratificado con una aprobación del 93,6% entre los miembros del WGA. El Sindicato de Guionistas solicitó posteriormente una orden judicial para que se cumpliera e implementara el acuerdo.

### 2023
Desde marzo de 2023, el Sindicato de Guionistas de los Estados Unidos ha estado negociando un nuevo contrato con la Alianza de Productores de Cine y Televisión. El contrato actual finalizó el 2 de mayo de 2023.
Dado que no se negoció un nuevo contrato aceptable, los miembros del WGA votaron oficialmente a favor de una huelga que comenzaría ese mismo día. El voto de los miembros del WGA fue: 9020 (97,85%) a favor y 198 (2,15%) en contra. El total de votos emitidos fue de 9218 (78,79% de los miembros elegibles del WGA). La votación estableció un nuevo récord tanto de participación como de apoyo en una votación para autorizar una huelga.
El 22 de abril de 2023, la Junta Nacional de SAG-AFTRA votó por unanimidad para aprobar una resolución en apoyo de las negociaciones de WGA con la AMPTP.
Como preparación, el WGA publicó sus reglas de huelga. El Comité de Negociación del WGA está dirigido por Ellen Stutzman (negociadora principal), David A. Goodman (co-presidente) y Chris Keyser (co-presidente).
El 1 de mayo de 2023, las negociaciones entre el WGA y la AMPTP concluyeron sin un acuerdo. El 23 de septiembre de 2023, los medios de comunicación informaron que el WGA y la Alianza de Productores de Cine y Televisión estaban cerca de una resolución final y esperaban que se tuviera una resolución para el final del fin de semana. El 24 de septiembre de 2023, luego de cuatro meses de huelga, se anunció que los guionistas y los estudios llegaron a un acuerdo tentativo.

## Revista
Written By, la revista oficial del WGAW desde 1997, se publica seis veces al año.

## Teatro
El Teatro del Sindicato de Guionistas (Writers Guild Theater), en South Doheny Drive, Beverly Hills, es un teatro de 473 asientos, con 185 metros cuadrados de "espacio flexible".

## Fundación
En 1966, los miembros del Sindicato fundaron la Writers Guild Foundation para recaudar dinero para que los guionistas asistieran a la Conferencia Internacional del Sindicato de Guionistas en Los Ángeles. La Writers Guild Foundation es una organización sin fines de lucro que está afiliada al WGAW, pero es independiente del Sindicato.